# Shaun Wylie
Shaun Wylie (* 17. Januar 1913 in Oxford; † 2. Oktober 2009 in Cambridge) war ein britischer Mathematiker (Topologie) und Kryptologe.

## Leben und Wirken
Wylie besuchte das Winchester College und studierte danach mit einem gewonnenen Stipendium Mathematik und klassische Sprachen an der Universität Oxford (New College). 1937 promovierte er mit einer Arbeit über Topologie an der Princeton University bei Solomon Lefschetz (Duality and intersection in general complexes). 1938/1939 war er Fellow von Trinity Hall der Cambridge University, wohin er auch nach dem Zweiten Weltkrieg, den er als Enigma-Kryptoanalytiker in Bletchley Park verbrachte, zurückkehrte. 1958 wurde er Chefmathematiker der GCHQ (Government Communications Headquarters), der britischen Kryptographie-Behörde. 1973 ging er in den Ruhestand und unterrichtete danach noch sieben Jahre Mathematik und Griechisch an der Cambridgeshire High School for Boys (heute Hills Road Sixth Form College in Cambridge). Er war außerdem in der Gründung der britischen Sozialdemokraten (Social Democratic Party) beteiligt und in einer Universität für Rentner in Cambridge (University of the Third Age) aktiv, wo er noch kurz vor seinem Tod mit Partnern griechische Tragödien in der Originalsprache vortrug.
Zur Arbeit in Bletchley Park im Zweiten Weltkrieg kam er auf Einladung von Alan Turing 1940, als er Tutor am Wellington College war. Er wurde Turings Hut 8 zugeteilt, wo er die Crib-Abteilung leitete, die in den Enigma-Geheimtexten nach vermuteten Klartextwörtern (Cribs) suchte. Nach Aussage des Nachfolgers von Turing in der Leitung von Hut 8, Hugh Alexander, war Wylie der nach Turing wichtigste Mitarbeiter der Abteilung, erstaunlich schnell und am vielseitigsten einsetzbar (best Allrounder). Allgemein wurde er dort Doc Wiley genannt. Im Herbst 1943 wechselte er zu der Abteilung, die die deutsche Lorenz-Schlüsselmaschine (bei den Briten Tunny genannt) schließlich knackte, die für geheimen Nachrichtenverkehr höchster Stellen benutzt wurde.
1980 wurde er Ehren-Fellow von Trinity Hall. Er war ein versierter Schach- und Bridge-Spieler und früher aktiver Hockey-Spieler, der Schottland 1938 international vertrat. Für The Listener komponierte er Kreuzworträtsel, unter dem Pseudonym wyliecoat.
Zu seinen Schülern zählen Erik Christopher Zeeman, William Tutte und John Frank Adams.
Er war verheiratet (seine Frau Odette Murray lernte er in Bletchley Park kennen) und hatte drei Söhne und eine Tochter.

## Schriften
- mit Peter Hilton: Homology theory – an introduction to algebraic topology. Cambridge University Press 1960, 1967.